# Liste der Monuments historiques in Breistroff-la-Grande
Die Liste der Monuments historiques in Breistroff-la-Grande führt die Monuments historiques in der französischen Gemeinde Breistroff-la-Grande auf.

## Liste der Objekte
| Bezeichnung                                | Beschreibung                                                        | Standort                               | Kennzeichnung | Schutzstatus | Datum | Bild |
| ------------------------------------------ | ------------------------------------------------------------------- | -------------------------------------- | ------------- | ------------ | ----- | ---- |
| Skulptur Heiliger Hubertus (1)             | Kalkstein, farbig gefasst, 16. Jahrhundert                          | Boler, in der Kapelle Ste-Barbe (Lage) | PM57000763    | Inscrit      | 1975  |      |
| Skulptur Heiliger Damian                   | Holz, farbig gefasst, 1707                                          | Boler, in der Kapelle Ste-Barbe (Lage) | PM57000765    | Inscrit      | 1975  |      |
| Skulptur Petrus                            | Holz, farbig gefasst, Anfang des 18. Jahrhunderts                   | Boler, in der Kapelle Ste-Barbe (Lage) | PM57000768    | Inscrit      | 1975  |      |
| Skulptur Heiliger Bernhard                 | Holz, farbig gefasst, 1699                                          | Boler, in der Kapelle Ste-Barbe (Lage) | PM57000767    | Inscrit      | 1975  |      |
| Skulptur Heilige Katharina von Alexandrien | Holz, farbig gefasst, Anfang des 18. Jahrhunderts                   | Boler, in der Kapelle Ste-Barbe (Lage) | PM57000771    | Inscrit      | 1975  |      |
| Skulptur Heiliger Kosmas                   | Holz, farbig gefasst, 1707                                          | Boler, in der Kapelle Ste-Barbe (Lage) | PM57000764    | Inscrit      | 1975  |      |
| Skulptur Heilige Barbara                   | Holz, farbig gefasst, 1707                                          | Boler, in der Kapelle Ste-Barbe (Lage) | PM57000766    | Inscrit      | 1975  |      |
| Skulptur Heiliger Hubertus (2)             | Holz, farbig gefasst, Anfang des 18. Jahrhunderts                   | Boler, in der Kapelle Ste-Barbe (Lage) | PM57000770    | Inscrit      | 1975  |      |
| Skulptur Heilige Lucia                     | Holz, farbig gefasst, Anfang des 18. Jahrhunderts                   | Boler, in der Kapelle Ste-Barbe (Lage) | PM57000772    | Inscrit      | 1975  |      |
| Hauptaltar                                 | Holz, farbig gefasst, 1707                                          | Boler, in der Kapelle Ste-Barbe (Lage) | PM57000774    | Inscrit      | 1975  |      |
| Skulptur Johannes der Täufer               | Holz, farbig gefasst, Anfang des 18. Jahrhunderts                   | Boler, in der Kapelle Ste-Barbe (Lage) | PM57000769    | Inscrit      | 1975  |      |
| Skulptur einer Heiligen                    | Attribute fehlen; Holz, farbig gefasst, Anfang des 18. Jahrhunderts | Boler, in der Kapelle Ste-Barbe (Lage) | PM57000773    | Inscrit      | 1975  |      |